# Lògica NMOS de càrrega d'esgotament

Una porta NMOS NAND de càrrega d'esgotament

En els circuits integrats, l'NMOS de càrrega d'esgotament és una forma de família lògica digital que només utilitza una única tensió d'alimentació, a diferència de les famílies lògiques anteriors NMOS (semiconductor d'òxid metàl·lic de tipus n) que necessitaven més d'una tensió d'alimentació diferent. Tot i que la fabricació d'aquests circuits integrats va requerir passos de processament addicionals, la millora de la velocitat de commutació i l'eliminació de la font d'alimentació addicional van fer d'aquesta família lògica l'opció preferida per a molts microprocessadors i altres elements lògics.
Els MOSFET de tipus n en mode d'esgotament com a transistors de càrrega permeten el funcionament d'un sol voltatge i aconsegueixen una velocitat més gran que la possible amb dispositius de càrrega de millora pura. Això es deu en part perquè els MOSFET de mode d'esgotament poden ser una millor aproximació de la font de corrent que el transistor de mode de millora més senzill, especialment quan no hi ha tensió addicional disponible (una de les raons per les quals els primers xips PMOS i NMOS exigien diversos voltatges). La inclusió de transistors NMOS en mode d'esgotament en el procés de fabricació va exigir passos de fabricació addicionals en comparació amb els circuits de càrrega de millora més senzills; això es deu al fet que els dispositius de càrrega d'esgotament es formen augmentant la quantitat de dopant a la regió del canal dels transistors de càrrega, per tal d'ajustar la seva tensió llindar. Això es realitza normalment mitjançant la implantació iònica.
Encara que el procés CMOS va substituir la majoria dels dissenys NMOS durant la dècada de 1980, encara es produeixen alguns dissenys NMOS amb càrrega d'esgotament, normalment en paral·lel amb els nous homòlegs CMOS. Un exemple d'això són els Z84015 i Z84C15.

## Transistors en mode d'esgotament

Característiques del MOSFET en mode d'esgotament

La lògica MOS primerenca tenia un tipus de transistor, que és el mode de millora perquè pugui actuar com a interruptor lògic. Com que les resistències adequades eren difícils de fabricar, les portes lògiques utilitzaven càrregues saturades; és a dir, perquè l'únic tipus de transistor actuï com a resistència de càrrega, el transistor s'havia d'encendre sempre lligant la seva porta a la font d'alimentació (el carril més negatiu per a la lògica PMOS o el carril més positiu per a la lògica NMOS). Atès que el corrent en un dispositiu connectat d'aquesta manera va com el quadrat de la tensió a través de la càrrega, proporciona una velocitat d'extracció deficient en relació al seu consum d'energia quan es tira cap avall. Una resistència (amb el corrent simplement proporcional a la tensió) seria millor, i una font de corrent (amb el corrent fix, independent de la tensió) encara millor. Un dispositiu en mode d'esgotament amb la porta lligada al carril de subministrament oposat és una càrrega molt millor que un dispositiu en mode de millora, que actua entre una resistència i una font de corrent.
Els primers circuits NMOS de càrrega d'esgotament van ser pioners i fabricats pel fabricant de DRAM Mostek, que va posar a disposició dels transistors en mode d'esgotament per al disseny del Zilog Z80 original el 1975–76. Mostek tenia l'equip d'implantació iònica necessari per crear un perfil de dopatge més precís del possible amb mètodes de difusió, de manera que la tensió llindar dels transistors de càrrega es pogués ajustar de manera fiable. A Intel, la càrrega d'esgotament va ser introduïda el 1974 per Federico Faggin, un antic enginyer de Fairchild i més tard el fundador de Zilog. La càrrega d'esgotament es va utilitzar per primera vegada per a un redisseny d'un dels productes més importants d'Intel en aquell moment, una SRAM NMOS d'1 Kbit només +5V anomenada 2102 (utilitzant més de 6000 transistors). El resultat d'aquest redisseny va ser el 2102A significativament més ràpid, on les versions de més rendiment del xip tenien temps d'accés inferiors a 100 ns, portant les memòries MOS a prop de la velocitat de les RAM bipolars per primera vegada.
El procés NMOS de càrrega d'esgotament propi d'Intel es coneixia com HMOS, per MOS de canal curt i d'alta densitat . La primera versió es va introduir a finals de 1976 i es va utilitzar per primera vegada per als seus productes de RAM estàtica, aviat es va utilitzar per a versions més ràpides i/o menys consumides del 8085, 8086 i altres xips.
HMOS, HMOS II, HMOS III i HMOS IV es van utilitzar junts per a molts tipus diferents de processadors; els 8085, 8048, 8051, 8086, 80186, 80286, i molts altres, però també per a diverses generacions del mateix disseny bàsic, vegeu fulls de dades.